# Pêndulo

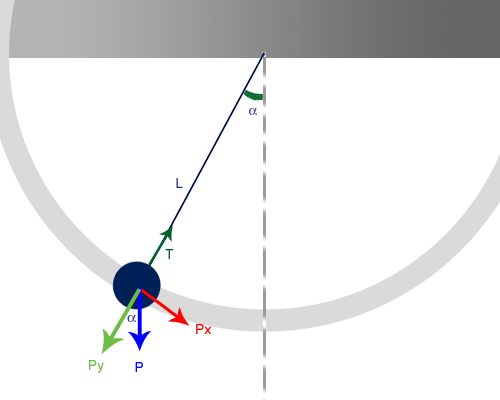
Uma ilustração de um pêndulo simples.

Em mecânica, um pêndulo simples é um dispositivo que consiste numa massa puntiforme presa a um fio inextensível (a haste pendular) que oscila em torno de um ponto fixo.  O braço executa movimentos alternados em torno da posição central. O pêndulo é muito utilizado em estudos da força peso e do movimento oscilatório. 
O pêndulo simples é um modelo teórico bastante simplificado e utilizado com frequência no ensino de Física como representação do Movimento Harmônico Simples (MHS), um movimento periódico tomado como primeira aproximação na descrição de inúmeros fenômenos físicos associados ao movimento de um objeto confinado em uma região de equilíbrio estável.
A descoberta da periodicidade do movimento pendular foi feita por Galileu Galilei. O movimento de um pêndulo simples envolve basicamente uma grandeza chamada período (simbolizada por T): é o intervalo de tempo que o objecto leva para percorrer toda a trajectória (ou seja, retornar a sua posição original de lançamento, uma vez que o movimento pendular é periódico). Derivada dessa grandeza, existe a frequência (f), numericamente igual ao inverso do período (f = 1 / T), e que portanto se caracteriza pelo número de vezes (ciclos) que o objecto percorre a trajectória pendular num intervalo de tempo específico. A unidade da frequência no SI é o hertz, equivalente a um ciclo por segundo(1/s).

## Equação do movimento

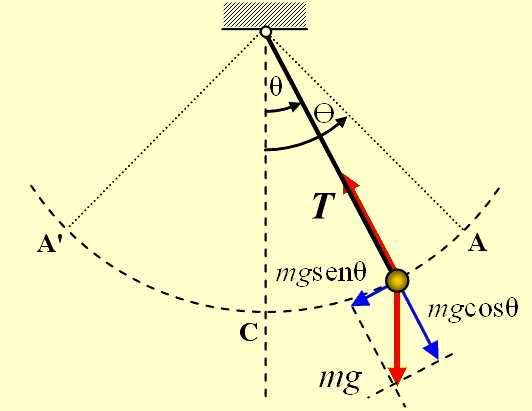
Descrição do movimento de um pêndulo

Denota-se o ângulo formado entre a vertical e o braço de pêndulo. Faz-se as seguintes hipóteses:
1. O braço é formado por um fio não flexível que se mantém sempre com o mesmo formato e comprimento.
2. Toda a massa, {\displaystyle m\,},  do pêndulo está concentrada na ponta do braço a uma distância constante {\displaystyle L\,} do eixo.
3. Não existem outras forças a actuar no sistema senão a gravidade e a força que mantém o eixo do pêndulo fixo. (O movimento é portanto conservativo).
4. O pêndulo realiza um movimento bidimensional no plano xy.

É fácil ver que a segunda lei de Newton fornece a seguinte equação diferencial ordinária não-linear conhecida como equação do pêndulo:
{\displaystyle {d^{2}\theta  \over dt^{2}}+{g \over L}\sin \theta =0.}

## Fórmula do período para pequenas oscilações
Para pequenas oscilações, Huygens mostrou no seu livro Horologium oscillatorium (1673) que a aproximação {\displaystyle \sin \theta \simeq \theta \,} fornece a seguinte expressão para o período do pêndulo:
{\displaystyle T_{0}=2\pi {\sqrt {\frac {L}{g}}}}
T: período
L: comprimento do fio

Descrição do movimento de um pêndulo

Uma aproximação para o período  {\displaystyle T} válida para amplitudes tão grandes quanto {\displaystyle \theta _{0}=30^{\circ }} foi obtida por Bernoulli em 1749:
{\displaystyle T\approx T_{0}\left(1+{\theta _{0}^{2} \over 16}\right)}.
A obtenção de fórmulas aproximadas para o período do pêndulo no regime não-linear (i.e., para grandes amplitudes) tem recebido muita atenção nos últimos 20 anos. Por exemplo, Kidd e Fogg propuseram, em 2002, a seguinte fórmula prática, válida para {\displaystyle \theta _{0}\leq 60^{\circ }}:
{\displaystyle T\approx T_{0}\,{\frac {1}{\sqrt {\cos(\theta _{0}/2)}}}}.
Em seguida, o brasileiro Fábio Lima, físico da Universidade de Brasília, propôs em 2006 uma fórmula simples ainda mais precisa, válida para qualquer amplitude {\displaystyle \theta _{0}\leq 90^{\circ }}:
{\displaystyle T\approx -\,T_{0}\,{\frac {\ln {a}}{1-a}}},
onde {\displaystyle a\equiv \cos(\theta _{0}/2)}.

### Estimando o comprimento do pêndulo
{\displaystyle T_{0}=2\pi {\sqrt {\frac {\ell }{g}}}} pode ser expresso como {\displaystyle \ell ={\frac {g}{\pi ^{2}}}\times {\frac {T_{0}^{2}}{4}}.}
Se usarmos o Sistema internacional de unidades (isto é, comprimento em metros e tempo em segundos), então, na superfície da Terra (g = 9.80665 m/s²), o comprimento do pêndulo pode ser estimado de forma simples a partir do seu período:
{\displaystyle \ell \approx {\frac {T_{0}^{2}}{4}}}
Em outras palavras:
Na superfície da Terra, o número que representa o comprimento de um pêndulo em metros é igual ao obtido calculando-se um quarto do quadrado do seu período em segundos.

## Pêndulo físico

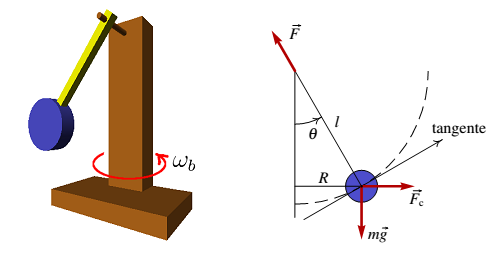
Pêndulo Físico

O pêndulo físico pode ser chamado de pêndulo real, pois não tem uma distribuição uniforme de massa. Ele consiste em um objeto que oscila em torno de um eixo de rotação perpendicular ao plano em que se movimenta.
Pela Segunda Lei de Newton para corpos extensos, temos:
{\displaystyle {\vec {\tau }}=I{\vec {\alpha }}}
em que
{\displaystyle {\vec {\tau }}={\vec {r}}\times {\vec {F}}}
Em que τ é o torque atuante no corpo, α é a aceleração angular, I é o momento de inércia . Temos também que a força F que realiza torque no corpo é a força peso, e o braço r é a distância d entre o centro de massa do objeto e o eixo de rotação. Assim temos:
{\displaystyle \tau =-mgdsen\theta }
e, igualando as equações, tem-se a equação diferencial
{\displaystyle {\frac {d^{2}\theta }{dt^{2}}}+{\frac {mgd}{I}}sen\theta =0}.
Para pequenos ângulos, podemos usar a aproximação {\displaystyle sen\theta =\theta } sendo possível obter uma solução para a equação diferencial
{\displaystyle {\frac {d^{2}\theta }{dt^{2}}}+{\frac {mgd}{I}}\theta =0}
que é homogênea e linear.
Assim, temos
{\displaystyle \omega ={\sqrt {\frac {mgd}{I}}}}
e
{\displaystyle T=2\pi {\sqrt {\frac {I}{mgd}}}},
onde T é o período de oscilação, I é o momento de inércia, m é a massa do pêndulo, g é o valor da aceleração da gravidade e d é a distância do ponto de pivô onde está preso até seu centro de massa.
Se o ponto de pivô estiver em seu centro de massa, não haverá oscilação.

## Conservação de energia

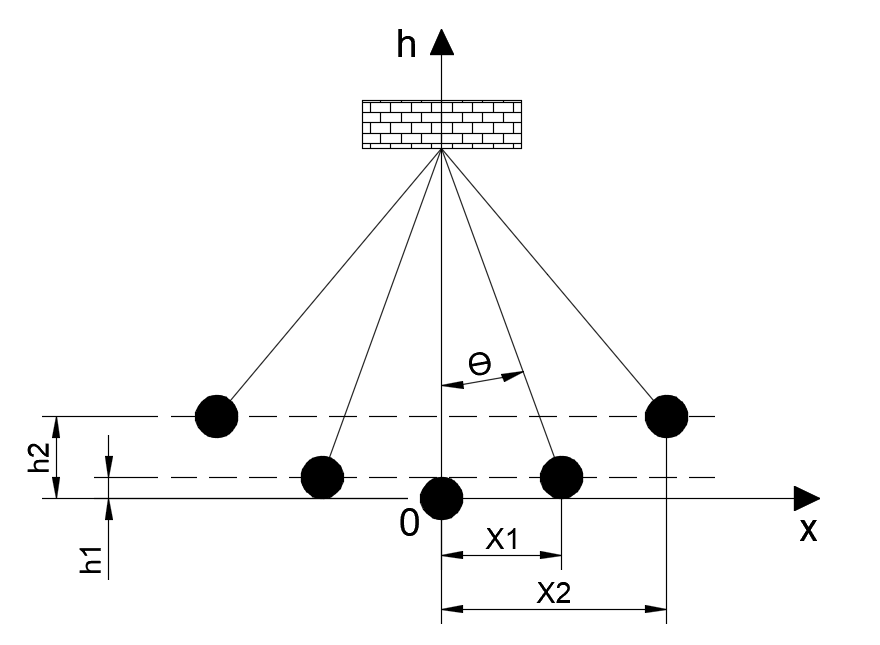

Comparação entre a energia cinética e energia potencial gravitacional em um pendulo

Na ausência de forças dissipativas, a energia mecânica de um Pêndulo {\displaystyle (E_{m}ec)} , tem valor constante dado por:
{\displaystyle E_{m}ec=U(x)+K(x)} 
onde {\displaystyle U(x)} é a energia potencial e {\displaystyle K(x)} é a energia cinética, e ambas são funções da posição {\displaystyle (x)} da partícula.
Considerando o sistema apresentado na figura ao lado, se uma partícula é liberada da posição (X2,h2), nesse ponto a velocidade desenvolvida por ela é igual a zero (partindo do repouso), logo sua energia cinética é nula, e a energia potencial gravitacional é máxima. Ao passar pelo ponto (X1,h1), a energia potencial e a energia cinética, contém o mesmo valor, isso devido ao fato de que a partícula se encontra em movimento, e não está localizada no ponto mais baixo da sua trajetória. Já no ponto (0,0), a energia cinética assume valor máximo e a energia potencial é nula, visto que nesse ponto a velocidade desenvolvida pela partícula é máxima, consequentemente pelo fato de (h) ter o seu valor igual a zero.
Como o sistema apresentado é conservativo, ou seja, não há perda de energia, podemos considerar que a mesma energia aplicada no início do movimento, é a mesma no final do movimento. Dessa forma, se a partícula é perturbada na posição (0,0) com uma velocidade (V) conhecida, é possível determinar as coordenadas da sua posição final, já que a gravidade atuará sobre a partícula, fazendo com que sua velocidade seja nula em um ponto acima da sua origem. Nessa situação temos:
{\displaystyle E_{m}eci=E_{m}ecf}
Como no ponto mais baixo temos somente energia cinética, e no ponto mais alto temos somente energia potencial, podemos reescrever a equação como sendo.
{\displaystyle U(x)=K(x)}
{\displaystyle mg\Delta h=\left({\frac {mv^{2}}{2}}\right)}
Visto que tanto a energia potencial, como a energia cinética são dependentes da massa da partícula, no pêndulo, devido a existência da conservação da energia aplicada, a massa pode ser desprezada, resultando na equação a seguir.
{\displaystyle g\Delta h=\left({\frac {v^{2}}{2}}\right)}